# Johannes Tolle
Johannes Tolle (* 1968 in Kassel) ist ein deutscher Dirigent und Unternehmer.

## Leben
Tolle studierte in Freiburg und Trossingen Chorleitung, Schulmusik, Kirchenmusik und Germanistik. 
Seit 2009 ist Johannes Tolle „Artist in Residence“ des Festivals Déodat de Séverac im Südwesten Frankreichs, wo er seit 1993 regelmäßig mit dem von ihm gegründeten Ensemble Resonance konzertiert hatte. 
1997 gründete er das Freiburger John Sheppard Ensemble, das er bis 2012 leitete. In Basel war er von 1997 bis 2003 Vizedirigent der renommierten Knabenkantorei. Im Jahr 2000 wurde er zum künstlerischen Leiter des Konzertchores Cantate Basel gewählt, den er bis 2007 führte. 
Johannes Tolle ist Gründer und Vorstand des Freiburger Ticketing-Unternehmens Reservix. Er initiierte in diesem Rahmen auch die Konzertreihe „Kultur im Freiburger Hof“ mit regelmäßigen Veranstaltungen im Humboldtsaal über den Dächern Freiburgs. 
2014 gründete Johannes Tolle das Ensemble Resonance in Deutschland neu, ein projektweise zusammenkommender Kreis profilierter europäischer Sänger und Instrumentalisten.